# マーク・カンタベリー
マーク・カンタベリー（"Mean" Mark Canterbury、1964年3月16日 - ）は、アメリカ合衆国のプロレスラー。ウェストバージニア州出身。生年は1967年とされる場合もある。
WWFにおけるヘンリー・O・ゴッドウィン（Henry O. Godwinn）のリングネームで知られ、ファームボーイ・ギミックの巨漢レスラーとして活躍した。

## 来歴
WCWのジョバーだったジョージ・サウスとイタリアン・スタリオンのコーチを受け、1989年にデビュー。ケンタッキー州のOCWなどのインディー団体を転戦後、1992年にWCWにてブッカーのダスティ・ローデスのアイデアでシャンハイ・ピアース（Shanghai Pierce）なる覆面レスラーに変身。テックス・スラシンジャーことデニス・ナイトを相棒に、リッキー・スティムボート&シェーン・ダグラスやカクタス・ジャック&ケビン・サリバンのWCW世界タッグ王座にも挑戦した。
1994年の中盤、養豚場の農夫をギミックに、アーカンソー出身のヘンリー・O・ゴッドウィン（Henry O. Godwinn）を名乗ってWWFに登場。当初はテッド・デビアス率いるミリオンダラー・コーポレーションの一員だったが、1995年よりベビーフェイスに転向。ドロドロの飼料が入ったバケツを手に入場し、その中身を対戦相手のヒールにぶちまけるなど、コミカルなキャラクターで会場人気を獲得する。貴族ギミックのハンター・ハースト・ヘルムスリーとは「上流階級対労働者階級」の抗争を展開し、12月17日のPPV『イン・ユア・ハウス5』では、会場内に豚小屋を設置した "Arkansas Hog Pen match" で対戦、試合には敗れたものの、ヘルムスリーを豚の汚物まみれにした。
1996年からは旧友デニス・ナイトもフィニアス・I・ゴッドウィンのリングネームでWWFに合流。従兄弟同士という設定のもと、それぞれの名前のイニシャルが豚を意味する "HOG" と "PIG" となるザ・ゴッドウィンズ（The Godwinns）を結成、このギミックの先達であるヒルビリー・ジムをマネージャーに迎えてタッグ戦線に進出する。同年5月19日にはニューヨークのマディソン・スクエア・ガーデンにおいて、スキップとジップのザ・ボディードナーズからWWF世界タッグ王座を奪取したが、5月26日の『イン・ユア・ハウス8』でスモーキン・ガンズ（ビリー・ガン&バート・ガン）に敗れ、1週間の短命王者となっている。
1997年からはアンクル・クレタスを新しいマネージャーにつけてヒールのタッグチームに転向。それまでの陽気さを封印し、南部の田舎に住む野卑で排他的なレッドネックへのキャラクターチェンジを図る。10月5日にザ・ヘッドバンガーズを破りWWF世界タッグ王座に返り咲くも、翌々日の10月7日にリージョン・オブ・ドゥームに敗れ、2度目の戴冠も短命に終わった。
1998年は単独で "WWF Brawl for All" に出場したが、6月29日の『Raw is War』で行われた1回戦でブラッドショーに敗れている。8月からはそれぞれリングネームを本名に戻し、コスチュームもオーバーオールから黒スーツに変更して、サザン・ジャスティス（Southern Justice）なるバウンサー・ギミックのチームに変身。マネージャーのテネシー・リーやジェフ・ジャレットのボディーガードを務め、9月27日のPPV『ブレイクダウン』ではジャレットを交えたトリオでD-ジェネレーションXのXパック&ニュー・エイジ・アウトローズと対戦した。その後、前年末のリージョン・オブ・ドゥームとの試合で負傷した頸椎が悪化、現役を退いて治療に専念することになった。
2006年2月、当時のWWEの下部団体だったOVWにて久々にリングに復帰。同年9月にWWEとディベロップメント契約を結び、『Raw』や『スマックダウン』のダーク・マッチにも出場した。2007年はDSWにてレイ・ゴディとタッグを組み、3月16日の『スマックダウン』では彼を「カズン・レイ」と名乗らせてゴッドウィンズを再編、ダーク・マッチでデュース・アンド・ドミノから勝利を収めた。その後は地元のウェストバージニアにてインディー団体のブッキング業務に携わっていた。2012年12月1日にはウィスコンシンのインディー団体GLCW（Great Lakes Championship Wrestling）にて盟友デニス・ナイトと共にWCW時代のギミックを復活させ、シャンハイ・ピアース&テックス・スラシンジャーとしてアックス&スマッシュのデモリッションと対戦した。

## 得意技
- カントリー・サンダー（Country Thunder）
- スロップ・ドロップ（Slop Drop）
- ボディ・プレス
- ボディ・スプラッシュ

## 獲得タイトル
- WWF世界タッグ王座：2回（w / フィニアス・I・ゴッドウィン）[6]